# Albert-Émile Artigue
Pour les articles homonymes, voir Artigues.
Albert-Émile Artigue, né le 15 août 1850 à Buenos Aires et mort le 16 avril 1927 à Paris 14e, est un peintre, lithographe, affichiste, et professeur d'art franco-argentin.

## Parcours
Né de parents français installés en Argentine, Albert-Émile Artigue, qui possède la double nationalité, suit les cours de l'école municipale de Bordeaux à partir de l'âge de quinze ans, puis, doué pour le dessin, perfectionne son art auprès d'Alexandre Cabanel, entre autres. Il se spécialise également en gravure et devient lithographe. Ses thèmes de prédilection sont les élégantes et les femmes de la Belle Époque, après un détour vers l'orientalisme.
Il retourne vivre en Argentine en 1900 et devient professeur à l'Académie nationale des beaux-arts de Buenos Aires, où il est connu sous le nom d’« Emilio Artigue ». Il expose aux États-Unis et obtient la médaille d'argent à la Latin American Artists at the Saint Louis Louisiana Purchase Exposition en 1904. Il est commissaire pour la section beaux arts dans le cadre de l'Exposition du centenaire de l'Argentine (es) en 1910.
Intervenant à la fin de sa vie à l'académie Julian, il encourage Jules Cavaillès à poursuivre son œuvre.
Il expose au Salon des artistes français et collabore à quelques publications périodiques comme L'Estampe moderne. On lui connaît une affiche pour Feuillantine Grande liqueur du monastère de Limoges (1900) composée dans un style art nouveau.
L'adresse de son atelier parisien était au 117, rue Notre-Dame-des-Champs.

## Conservation
- Juana d'Arguibel de Fuentes, portrait, Complejo Museográfico provincial Enrique Udaondo (Luján)
- Albine, 1897, 28,5 x 31 cm, Musée des beaux-arts du Canada

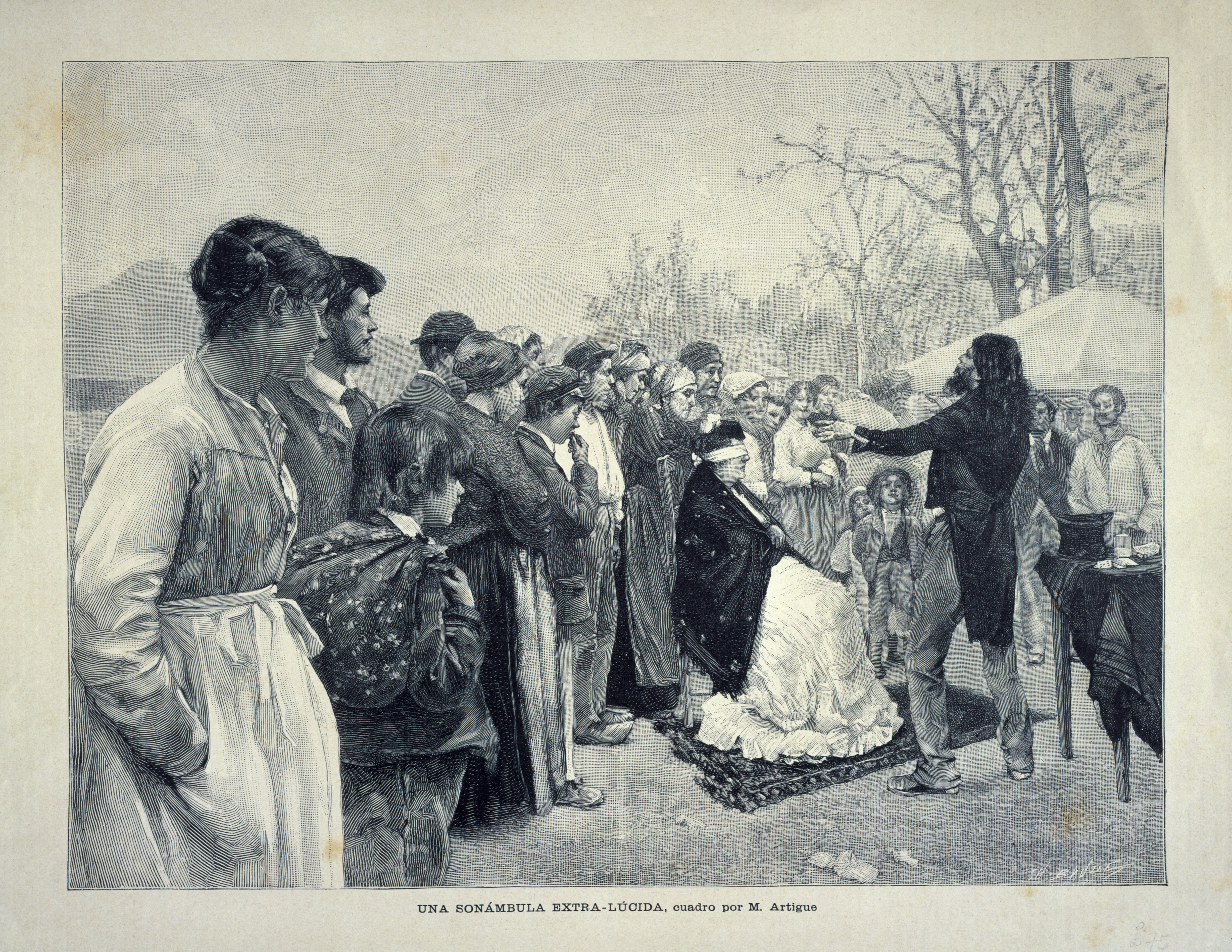
Une somnambule extra-lucide, gravure de la fin du XIXe siècle.
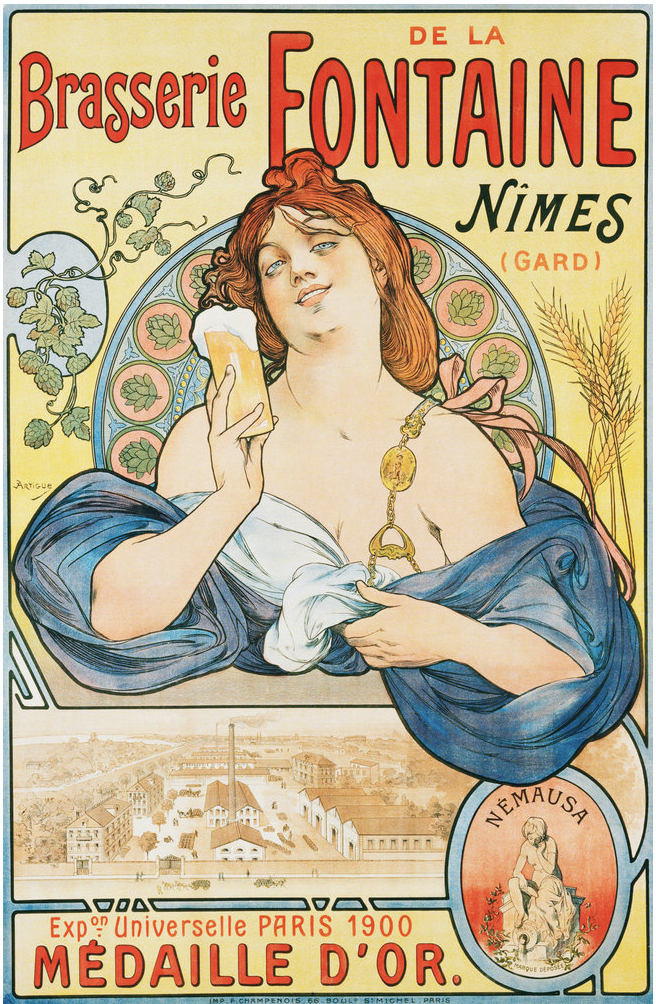
Brasserie de la Fontaine, affiche lithographiée (1901).

## Remarques
- Il ne faut pas le confondre avec Bernard-Joseph Artigue (1859-1936), peintre paysagiste français.